# Tallulah, Louisiana
Tallulah är administrativ huvudort i Madison Parish i Louisiana. Vid 2010 års folkräkning hade Tallulah 7 335 invånare.